# Pinacosaurus mephistocephalus
Pinacosaurus mephistocephalus es una especie del género extinto Pinacosaurus ("lagarto de placas") de dinosaurio tireóforo anquilosáurido, que vivió a finales del período Cretácico, hace aproximadamente entre 80 y 75 millones de años, a finales del Santoniense y principios del Campaniense, en lo que hoy es Asia. En 1996, una expedición belga- china descubrió un gran esqueleto en el Bayan Mandahu, espécimen IMM 96BM3/1. Fue nombrado como Pinacosaurus mephistocephalus por Pascal Godefroit et al en 1999. El nombre específico es una contracción de Mephistopheles y griego κεφαλή, kephalè, "cabeza", en referencia a los cuernos escamosos "diabólicos". En 2010, Gregory S. Paul sugirió que P. mephistopheles era un sinónimo más moderno de P. grangeri.